# Mohamed Shahabuddeen
Mohamed Shahabuddeen (Vreed en Hoop, 7 oktober 1931 – Toronto, 17 februari 2018) was een Guyaans politicus en rechter. Hij was vicepresident van Guyana tussen 1983 en 1988. Hij was rechter van het Internationale Gerechtshof, rechter en tweemaal vicepresident van het Joegoslavië-tribunaal en arbiter en titulair rechter van het Internationale Strafhof.

## Levensloop
Shahabuddeen studeerde rechtsgeleerdheid aan de Universiteit van Londen, waar hij in de loop van zijn carrière verschillende malen naar terugkeerde. Hier slaagde hij in 1953 met een Bachelor of Laws. Hierna begon hij met zijn advocatenpraktijk in Guyana en studeerde op een gegeven moment verder, wat hij afrondde met de titel Master of Laws in 1958; in 1959 slaagde hij daarbij met de titel Bachelor of Science in Economie. Tijdens zijn verdere loopbaan bleef hij ook studeren, wat hem in 1970 de titel Doctor of Philosophy opleverde en in 1986 de titel Doctor of Laws.
Sinds 1959 werkte hij voor de Guyaanse overheid en in de politiek, eerst tot 1962 als advocaat van de kroon, vervolgens tot 1973 als advocaat-generaal en daarop als procureur-generaal tot 1978. Van 1978 tot 1988 was hij Minister van Justitie en waarnemend Minister van Buitenlandse Zaken en hij was van 1983 tot 1988 vicepresident van het land.
Van 1988 tot 1997 was hij rechter van het Internationale Gerechtshof in Den Haag. Aansluitend was hij tot 2009 rechter en tweemaal vicepresident van het Joegoslavië-tribunaal. Daarnaast was hij sinds 1997 ook arbiter bij het Internationale Strafhof, eveneens in Den Haag, en van het Centrum voor Internationale Arbitrage in Caïro. In januari 2009 werd hij gekozen tot rechter van het Internationale Strafhof, een functie die in maart van dat jaar in zou gaan. In februari diende hij echter zijn ontslag in om persoonlijke redenen. Hij was lid van het Institut de Droit International sinds 1993.
Shahabuddeen overleed op 17 februari 2018 in Toronto (Canada), waar hij sinds 2009 woonde. Op 18 februari werd hij conform de islamitische gebruiken begraven op de islamitische begraafplaats van de Beechwood Cemetery te Ottawa.
- Bibliothèque nationale de France: cb13524991f (data)
- Gemeinsame Normdatei: 1103702149
- International Standard Name Identifier: 0000 0000 8154 1810
- Library of Congress Control Number: n79087972
- Nationale Bibliotheek van Israël: 987007424544905171
- Nederlandse Thesaurus van Auteursnamen: 072941316
- Système universitaire de documentation: 133639657
- Virtual International Authority File: 74010654
- WorldCat: E39PBJpPyM7xKHTdgxqCWxRHYP